# Knehden Moor
Das Naturschutzgebiet Knehden Moor (auch Knehdenmoor) liegt im Landkreis Uckermark in Brandenburg. Es ist Bestandteil des 897 km² großen Naturparks Uckermärkische Seen. Mit Wirkung zum 1. Januar 2015 ist es im Naturschutzgebiet Netzowsee-Metzelthiner Feldmark aufgegangen.

## Lage und Ortshistorie
Das Naturschutzgebiet erstreckt sich nordöstlich der Kernstadt Templin und südöstlich von Knehden, heute einem Wohnplatz von Templin. Im Ort Knehden war zunächst ein nicht kreistagsfähiges Gut der Familie Jesse mit einer Größe von 376 ha. Daraus wurde ein konventionelles 372 ha Rittergut des Hermann Hackemesser, Steinbruchbesitzer, aus Magdeburg-Biederitz, in Pacht bei Georg Arons. Um 1929 hatte das Rittergut 391 ha und gehörte mittlerweile den Ammoniakwerken Merseburg GmbH, einer Firmentochter der BASF mit Zusammenhängen der Entwicklung der Leuna-Werke. Verwalter war der Diplom-Landwirt Dr. Werner von Wiese. Das Rittergut entstand einst aus einem Gutsvorwerk und bewirtschaftete auch eine dränierte Moorwiese. Östlich des Gebietes Knehden Moor liegt der Gleuensee, südöstlich der Bruchsee, südlich der Templiner Stadtsee und westlich der Netzowsee.

## Bedeutung
Das 23 ha große Gebiet wurde mit Verordnung vom 30. März 1989 unter Naturschutz gestellt. Es gilt als bedeutendes Braunmoosmoor mit Resten der typischen Vegetation im Naturpark „Uckermärkische Seen“.